# Satilatlas
Satilatlas is een geslacht van spinnen uit de familie hangmatspinnen (Linyphiidae).

## Soorten
De volgende soorten zijn bij het geslacht ingedeeld:
- Satilatlas arenarius (Emerton, 1911)
- Satilatlas britteni (Jackson, 1913)
- Satilatlas carens Millidge, 1981
- Satilatlas gentilis Millidge, 1981
- Satilatlas gertschi Millidge, 1981
- Satilatlas insolens Millidge, 1981
- Satilatlas marxi Keyserling, 1886
  - Satilatlas marxi matanuskae (Chamberlin, 1949)
- Satilatlas monticola Millidge, 1981